# Aleksander Fiodorowicz Czartoryski
Aleksander Fiodorowicz Czartoryski (en Lituanien: Teodoras Čartoriskis), mort en 1566 ou 1567, prince lituanien de la famille Czartoryski, voïvode de Volhynie.

## Biographie
Il est le fils de Fiodor Michałowicz Czartoryski et de Zofia Sanguszko

## Mariage et descendance
Il épouse Magdalena Despot, veuve d'Iwan Wiśniowiecki. Ils ont pour enfant:
- Michał Aleksandrowicz Czartoryski (pl) († 1583)

## Sources
- (pl) Cet article est partiellement ou en totalité issu de l’article de Wikipédia en polonais intitulé « Aleksander Fiodorowicz Czartoryski » (voir la liste des auteurs).